# Allobates myersi
Allobates myersi е вид земноводно от семейство Aromobatidae. Видът е незастрашен от изчезване.

## Разпространение
Разпространен е в Колумбия.

## Описание
Популацията на вида е стабилна.